# Autoire
Autoire település Franciaországban, Lot megyében. Lakosainak száma 376 fő (2022. január 1.). Autoire Loubressac, Prudhomat, Saint-Médard-de-Presque, Saint-Michel-Loubéjou és Saint-Jean-Lagineste községekkel határos.

## Népesség
A település népességének változása:
| Lakosok száma | 184  | 233  | 272  | 336  | 343  | 356  | 358  | 356  | 363  | 376  |
|               | 1968 | 1982 | 1990 | 2006 | 2013 | 2015 | 2017 | 2019 | 2020 | 2022 |